# ハリー・ホール
ハリー・ホール（Harry Hall、1814年頃 – 1882年4月22日）はイギリスの画家である。乗馬した人物や、競走馬を描いた。

## 略歴
ケンブリッジで生まれた。生年は1813年から1816年までの諸説がある    。競走馬の競売をするタタソールズ社に、「British Racehorses」や「The Sporting Review」などの競走馬に関するメディアの挿絵画家として出入りするようになった。「The Field」誌のチーフ・アーティストになり、たくさんの作品を描くようになり、大部分の作品は版画にされ出版された。「The Sporting Magazine」から114枚の版画からなる版画集を出版し、絵入り新聞、「イラストレイテド・ロンドン・ニュース」にもイラストを描いた。
肖像画家としても働くようになり、1838年にはロイヤル・アカデミー・オブ・アーツの展覧会にも出展し、1845年に出展した荷役馬を描いた作品で評価された。
競馬場のあるニューマーケットなどで働き、ヨーロッパ大陸の競馬場なども訪れた。ニューマーケットで没した。

## 作品

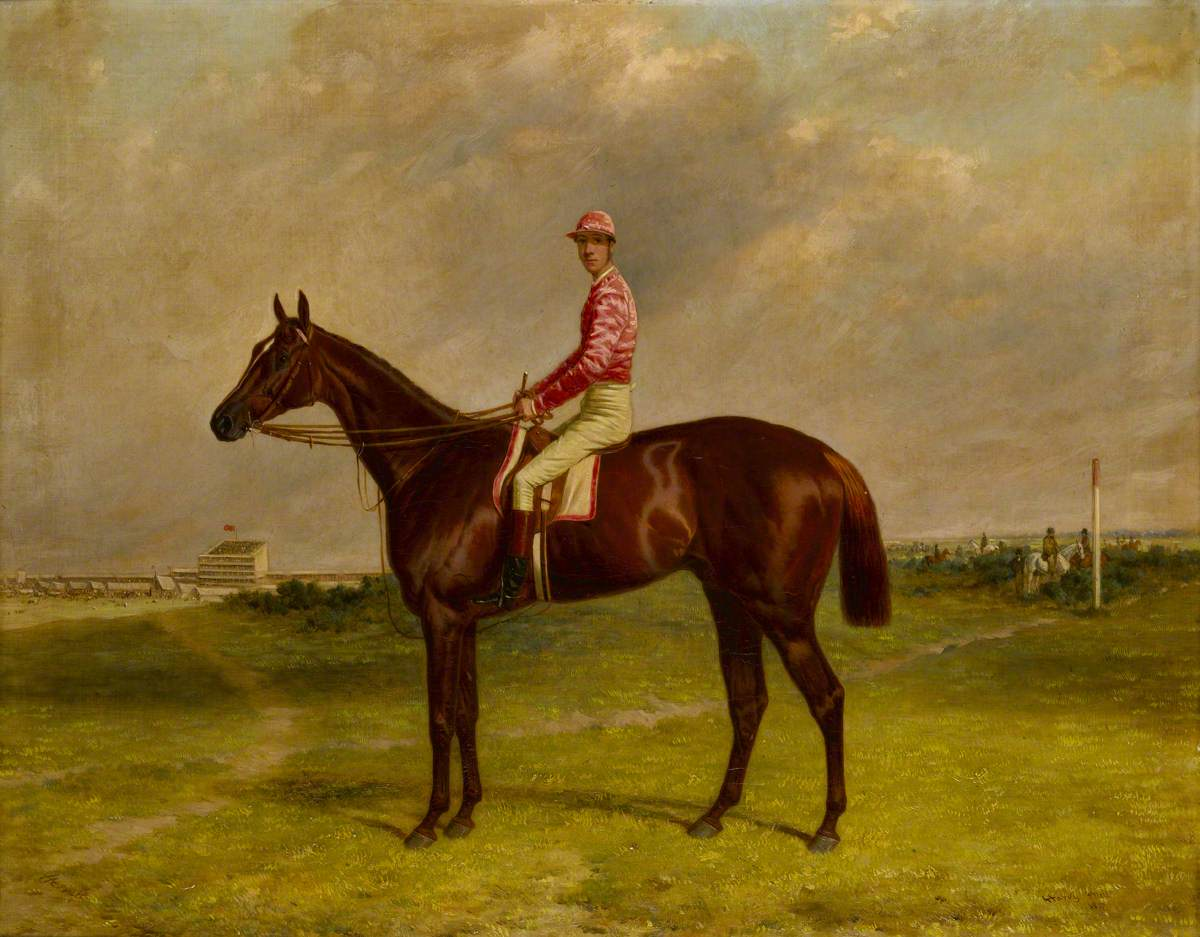
競走馬「Hermit」と騎手
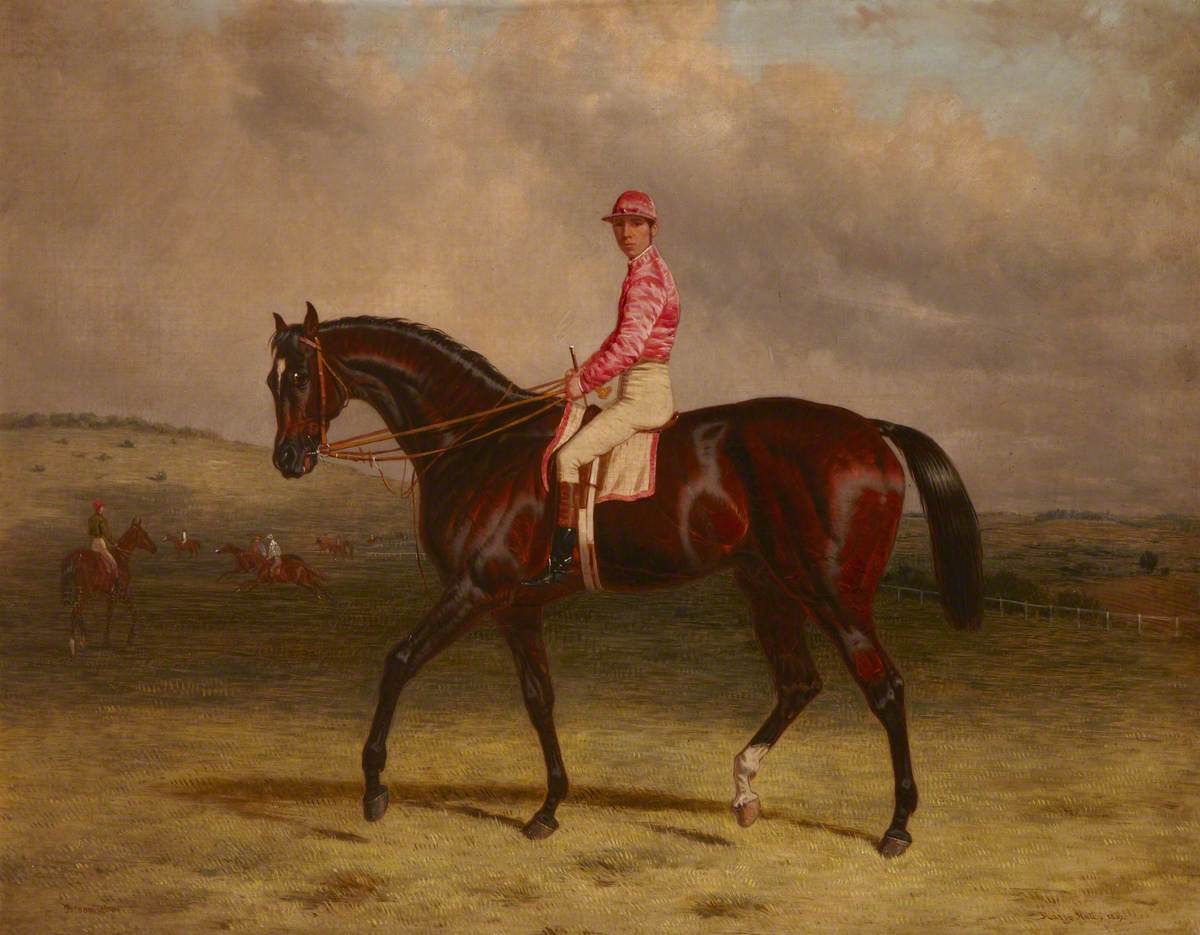
競走馬「Broomilaw」と騎手
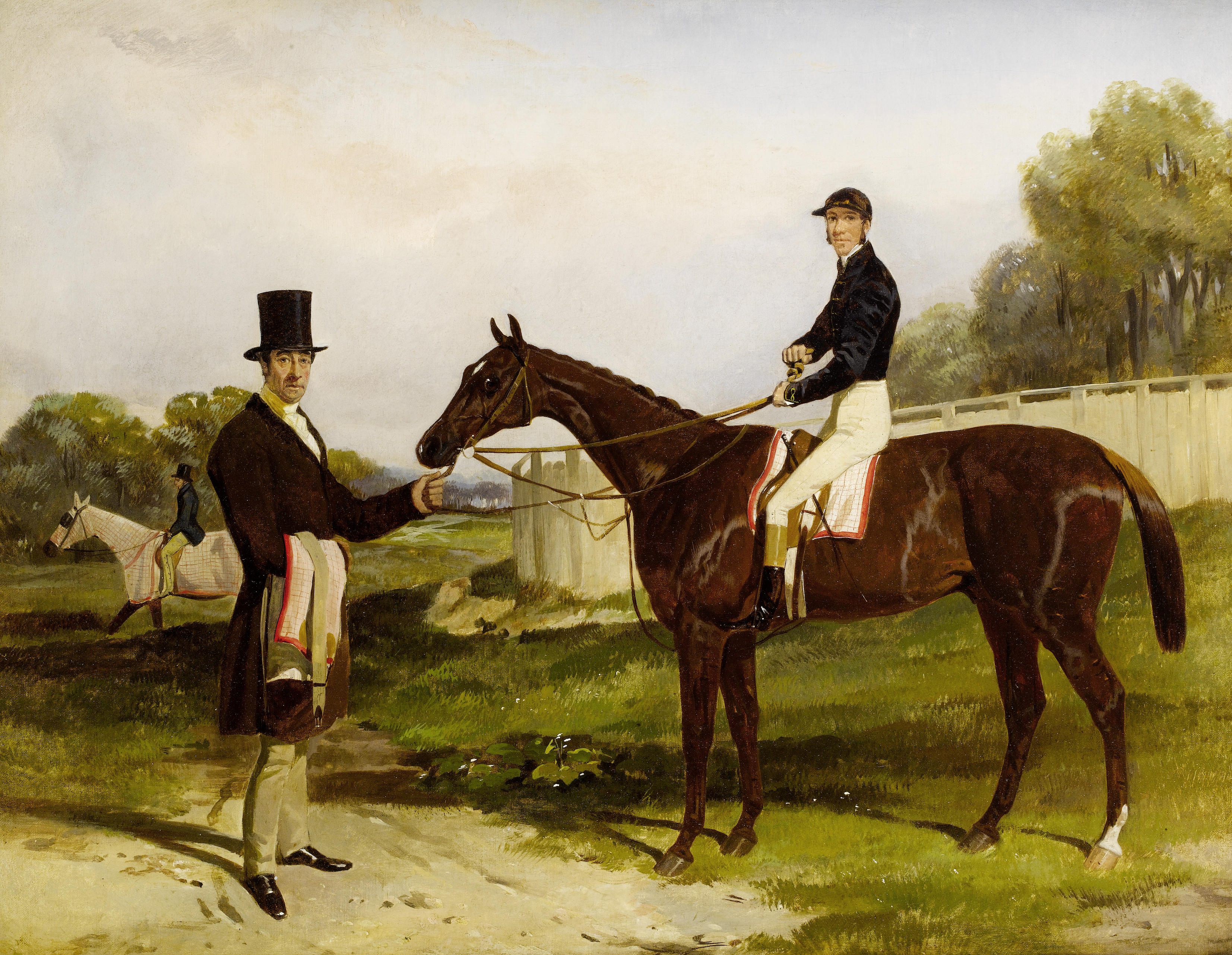
競走馬「Daniel O'Rourke」と馬主と騎手
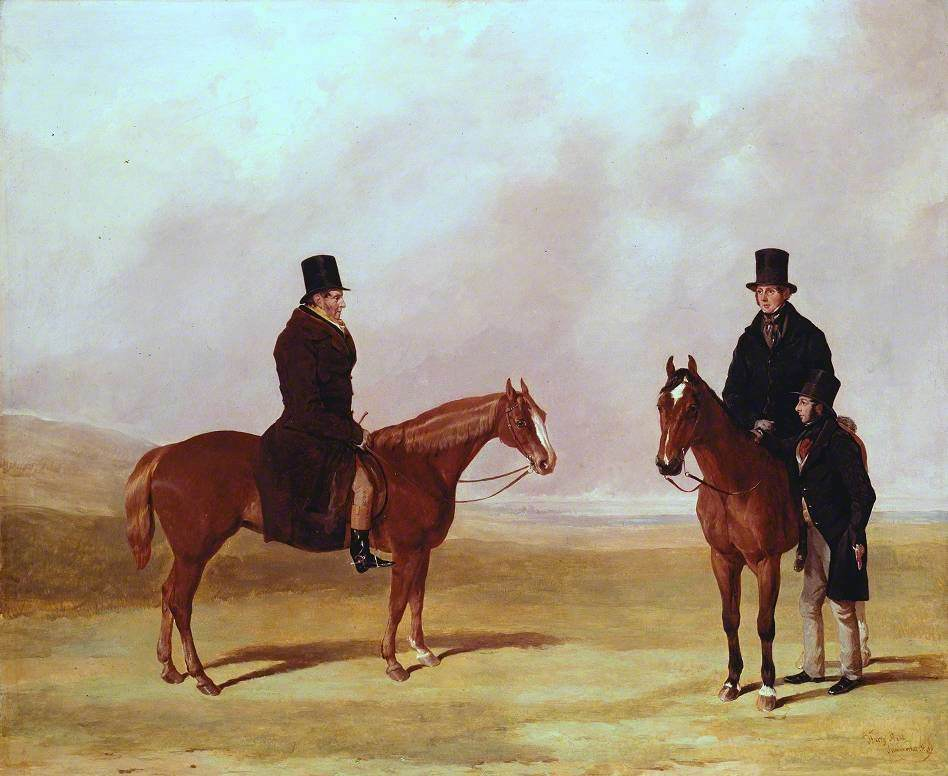
John Barham Day と息子